# Bolsward
Bolsward (en frison : Boalsert) est une ville de la commune néerlandaise de Súdwest-Fryslân, dans la province de Frise.

## Géographie
Bolsward est située à l'ouest de la Frise, à mi-chemin entre la côte de la mer des Wadden à l'ouest et la ville de Sneek à l'est.

### Voies de communication et transports
L'autoroute A7 est la principale voie d'accès à la ville.

## Histoire
Jusqu'au 1er janvier 2011, Bolsward est une commune indépendante qui occupe une superficie de 9,42 km2. Elle fusionne alors avec Sneek, Nijefurd, Wûnseradiel et Wymbritseradiel pour former la nouvelle commune de Súdwest Fryslân.

## Démographie
Le 1er janvier 2021, la population s'élève à 10 085 habitants.

## Édifices notables
L'un des plus hauts édifices de la ville est l'église Saint-Martin. L'hôtel de ville est un édifice remarquable de la Renaissance.

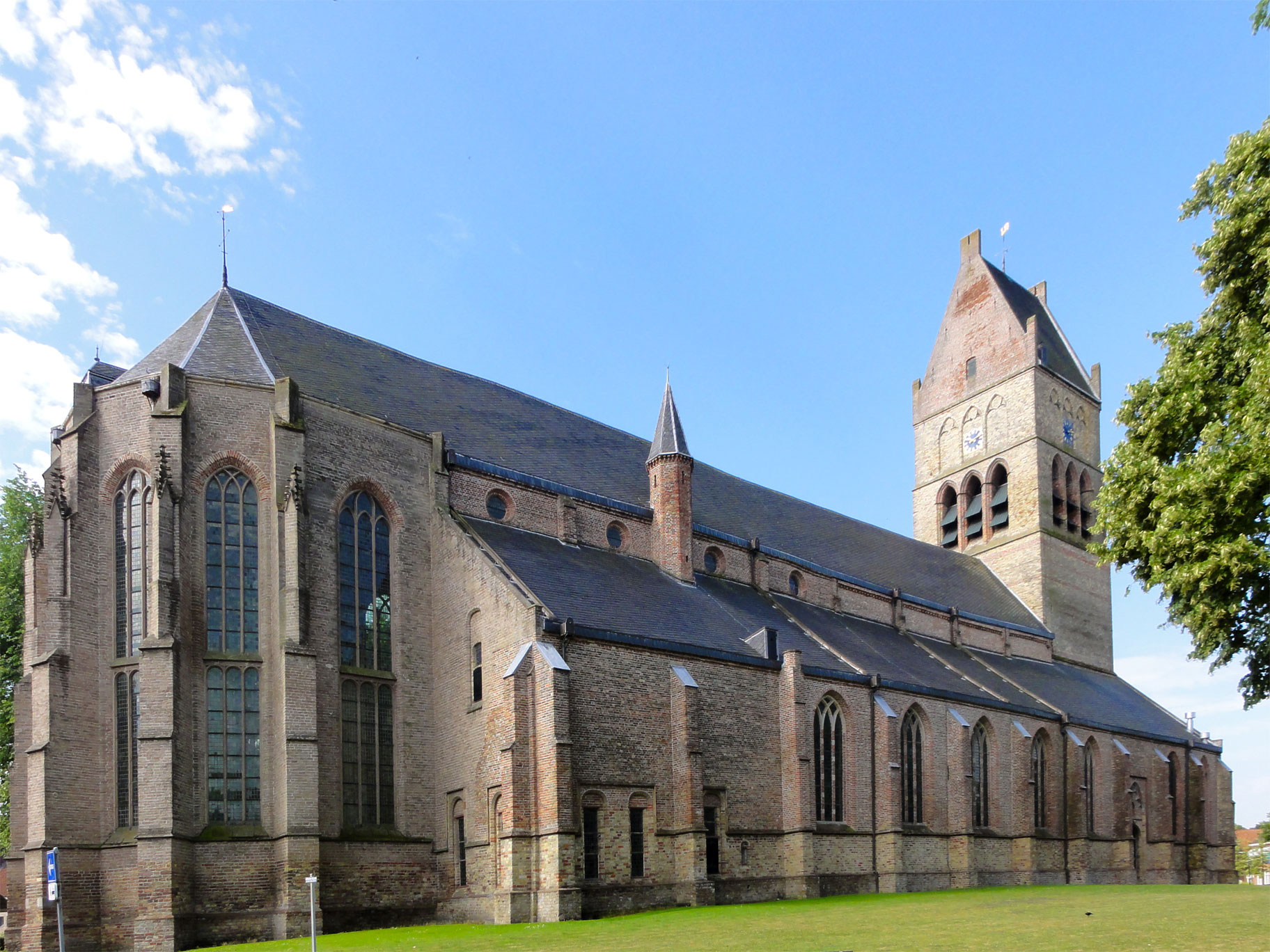
Église Saint-Martin de Bolsward

## Personnalités liées à la commune
- Boëtius Adams Bolswert (vers 1580-1633), graveur d'origine frisonne ;
- Schelte Adams Bolswert (1586-1659), graveur, frère du précédent ;
- Gysbert Japiks (1603-1666), écrivain frison, père de la langue frisonne écrite moderne.
- Pieter Tanjé (1706-1761), graveur né à Bolsward, actif à Amsterdam.